# Острова Отчаяния
Острова Отчаяния (англ. Isles of Despair) — исторический роман Иона Идрисса 1947 года, основанный на реальной истории Барбары Томпсон, белой женщины, которая была единственной выжившей после кораблекрушения и была воспитана островитянами Кораллового моря, прежде чем её спасли в 1849 году.
У романа было продолжение, «Дикий белый человек из Баду».